# リンクスプロダクツ
株式会社リンクスプロダクツ（Linx Products Inc.）は、かつて存在したゲーム周辺機器の製造・販売メーカー。本社は大阪府大阪市にあった。

## 概要
ゲームテックやサイバーガジェットらと同様、基本的にはゲームメーカーのライセンスを受けていないことが多い。
また、改造ツール「コードリンクス」やファミコン互換機「ファミリンクス」、ファミコン・スーパーファミコン互換機「スーパーニコファミ」も取り扱っている。
2014年1月6日、ゲームテックと合併し消滅した。

## 販売周辺機器
- Wii
- ニンテンドーDS
- ニンテンドーDS Lite
- ニンテンドーDSi
- PlayStation 3
- PlayStation Portable
- PlayStation Portable go